# Bezirkskulturakademie
Eine Bezirkskulturakademie war eine in der Deutschen Demokratischen Republik eingerichtete Kulturinstitution für kulturelle Massenarbeit in der Volks- und Laienkunst in den Kultur- und Klubhäusern in den Städten und Gemeinden, sowie in den volkseigenen Betrieben. Die Ausbildung  an der BKA schloss mit dem Abschluss der Spezialschule für Leiter des bildnerischen Volksschaffens ab. 

## Geschichte
1952 legte die Kommission für Kunstangelegenheiten der DDR fest, die Volks- und Laienkunst zu fördern. Das Ministerium für Kultur, d. h. die Staatliche Kommission für Kulturangelegenheiten (StaKuKo) plante eine breite Förderung auf dem Gebiet der Laienkunst durch Wettbewerbe und Festspiele in der Volkskunst. Hierzu wurden in folge in den Kunsthoch- und Kunstfachschulen aufgebaut und in den Bezirken die Bezirkskulturakademien geschaffen. Nachgeordnet waren Kreiskulturkabinette und Stadtkabinette für Kulturarbeit.
Die Anfänge der 1950er Jahre wurden 1968 konkret mit einem Staatsratsbeschluss durchgesetzt.
Die Bezirkskulturakademien wurden gemäß der Weisung des Ministers für Kultur vom 1. Juni 1968 in Durchführung des Staatsratsbeschlusses vom 30. November 1967 sowie in Durchsetzung des Beschlusses der Volkskammer über die Grundsätze der Aus- und Weiterbildung der Werktätigen vom 16. September 1970 gebildet. Die Bezirkskulturakademien waren der Abteilung Kultur der Räte der Bezirke nachgeordnet. Im Rechtsverkehr wurden sie durch die Räte der Bezirke vertreten. Die Leiter der Abteilung Kultur der Räte der Bezirke beriefen die Leiter der Bezirkskulturakademien sowie zur Unterstützung der Arbeit der Kulturakademien ehrenamtliche Beiräte unter Vorsitz der Leiter der Kulturakademien. Die Bezirkskulturakademien waren Leiteinrichtung für die kulturpolitische und kulturell-ästhetische Aus- und Weiterbildung im Bezirk und als solche verantwortlich für die Aus- und Weiterbildung der Kulturfunktionäre und der Berufskünstler im Bezirk sowie für die ständige Qualifizierung von ehrenamtlichen Kulturfunktionären. Als wissenschaftlich-methodische Zentren für alle Formen der Qualifizierung auf kulturellem Gebiet unterstützten sie die staats- und wirtschaftsleitenden Organe bei der kulturellen Bildung der Leitungskader. Die Bezirkskulturakademien sollten Kenntnisse auf dem Gebiet der Philosophie, der politischen Ökonomie, der Kulturpolitik, der Kulturwissenschaft, des Kulturrechts, der Kulturökonomie, der Erwachsenenpädagogik, der Sozialpsychologie und der Leitungswissenschaften vermitteln. Sie arbeiteten dabei eng mit den Bezirkskabinetten für Kulturarbeit zusammen. Die Bezirkskulturakademien wirkten auf der Grundlage von Lehrplänen, die nach Abstimmung mit den gesellschaftlichen Organisationen durch die Leiter der Abteilung Kultur der Räte der Bezirke bestätigt wurden.
Der Bitterfelder Weg zeigte seit 1959 auf, wie die „vorhandene Trennung von Kunst und Leben“ und die „Entfremdung zwischen Künstler und Volk“ überwunden werden sollte und die Arbeiterklasse am Aufbau des Sozialismus auch kulturell umfassender beteiligt werden kann. Dazu sollten u. a. Künstler und Schriftsteller in den Fabriken arbeiten und Arbeiter bei deren eigener künstlerischer Tätigkeit unterstützen. Hiernach wurden viele künstlerisch wirkende Zirkel gegründet, die dann Laienkünstler anleiteten.

## Ausbildung von Laienkünstlern
In den Bezirkskultur-, Kreiskultur- und Stadtkulturkabinetten wurden begabte Laienkünstler, die sich zuvor in Ausstellungen, Wettbewerben u. a. hervorgehoben hatten, durch Aufbaukurse gefördert. Durch eine Jury der Bezirkskulturakademie, in der Berufskünstler und Funktionäre saßen, wurden für die verschiedenen Spezialklassen Absolventen nominiert und delegiert. Das politische Ziel bestand darin, hauptsächlich künstlerisch sozialistisch agierende Zirkelleiter für die 861 Kunst- und Kultureinrichtungen des Arbeiter- und Bauernstaates zu gewinnen. Über die Gewerkschaftsleitung des Freien Deutschen Gewerkschaftsbundes (FDGB) der Betriebe konnten diese zu den verschiedenen Spezialklassen delegierten Werktätigen bezahlte Freizeit bis zu 20 Tagen pro Jahr beantragen. In der Regel wurden die Absolventen für die zehntägigen Kurse von der Arbeit bezahlt freigestellt und deren Fahrkosten übernommen.
Den BKA übergeordnet war das Zentralhaus für Laienkunst (1952). Seit 1962 umbenannt in Zentralhaus für Kulturarbeit der DDR, fungierte es gemeinsam mit den untergeordneten Kreis- und Bezirkskabinetten für die kulturelle Breiten- und Jugendarbeit. Die gesetzlichen Grundlagen waren die Anordnung über Aus- und Weiterbildung von Leitern im künstlerischen Volkskunstschaffen vom 30. April 1971 und eine Entscheidung des Ministers für Kultur vom 26. Februar 1974. Die bezahlte Freistellungen von der Arbeit erfolgte auf Grundlage des § 150 des GBA (Gesetzbuch der Arbeit der DDR). Ein Studienförderungsvertrag zwischen dem Betrieb (Arbeitgeber) und dem Teilnehmer am Spezialstudium wurde abgeschlossen. Das Ministerium für Kultur hatte hierfür ein mehrstufiges Qualifizierungssystem unter der Bezeichnung „Spezialschule für Leiter des künstlerischen Volksschaffens“ eingerichtet (GBI. II. Nr. 97 vom 16. Februar 1962).

## Ausstellungen, Aufrufe zu gesellschaftlichen Höhepunkten
Ein Beispiel wie es im Bezirk Schwerin verlief.
- Aufruf zur Vorbereitung einer Ausstellung zum 60. Jahrestages der russischen Oktoberrevolution 1977

Die Bestenauswahl der Kunstwerke der Laienkünstler sollte in zwei Stufen ermittelt werden. Erstens Stadtausstellungen unter Leitung des Stadtkabinetts. Dieser folgend eine Ausstellung des Bezirkskabinettes im Museum Schwerin.
Durch eine Jury wurden ausgezeichnete und ausgewählte Laienkünstler zur Bezirkskulturakademie delegiert. Nach dieser Prozedur bekam man quasi eine Aufforderung an der Bezirkskulturakademie die Lehrgänge zu besuchen. Die Förderklasse für Malerei und Grafik II. wurde gegründet.
- Aufruf zur Ausstellung zu Ehren des 30. Jahrestages der Gründung der DDR (1979)

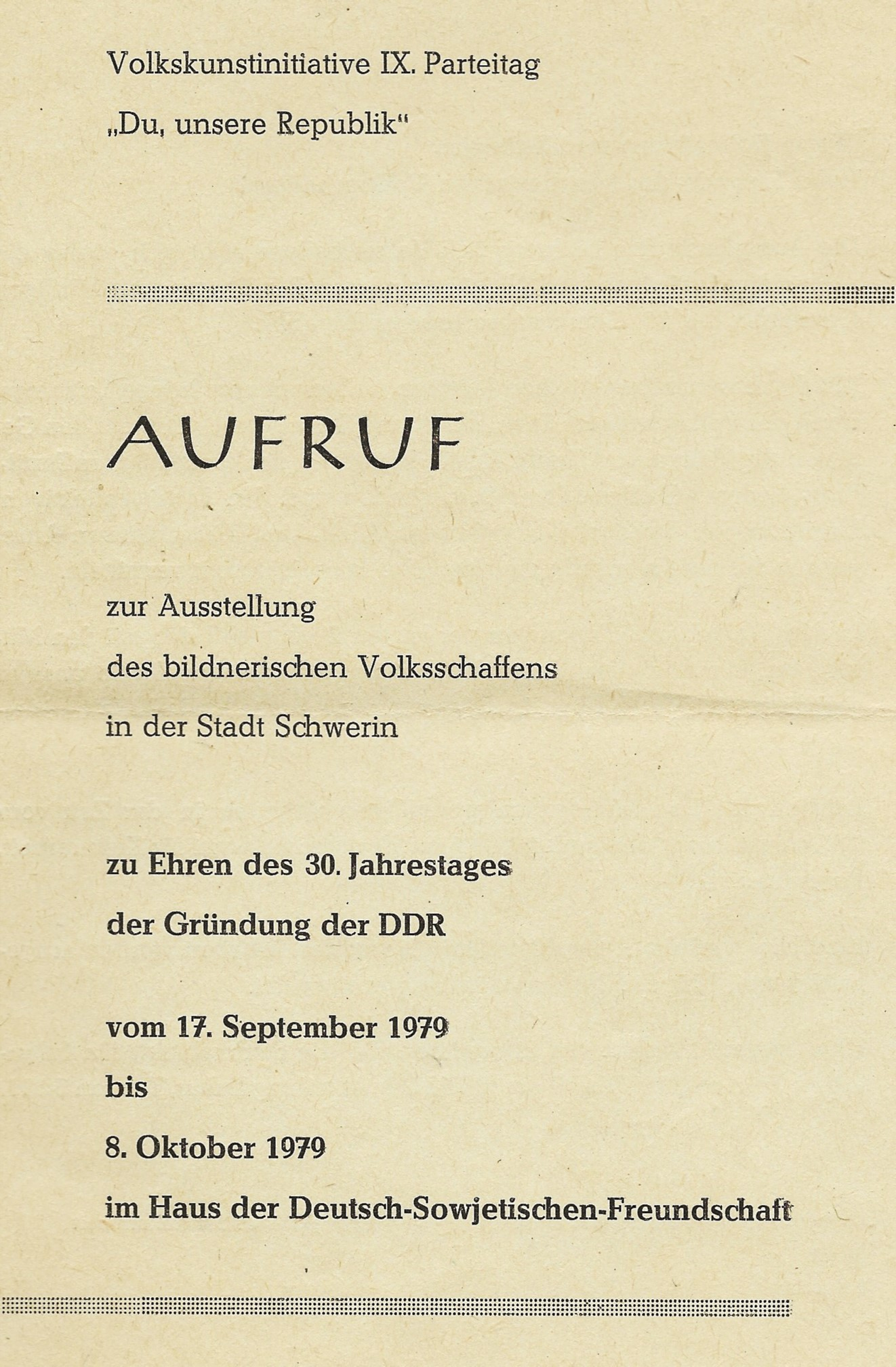
Aufruf  zur Ausstellung des bildnerischen Volksschaffens in der Stadt Schwerin zum 30. Jahrestag der Gründung der DDR, 1979 Vorderseite
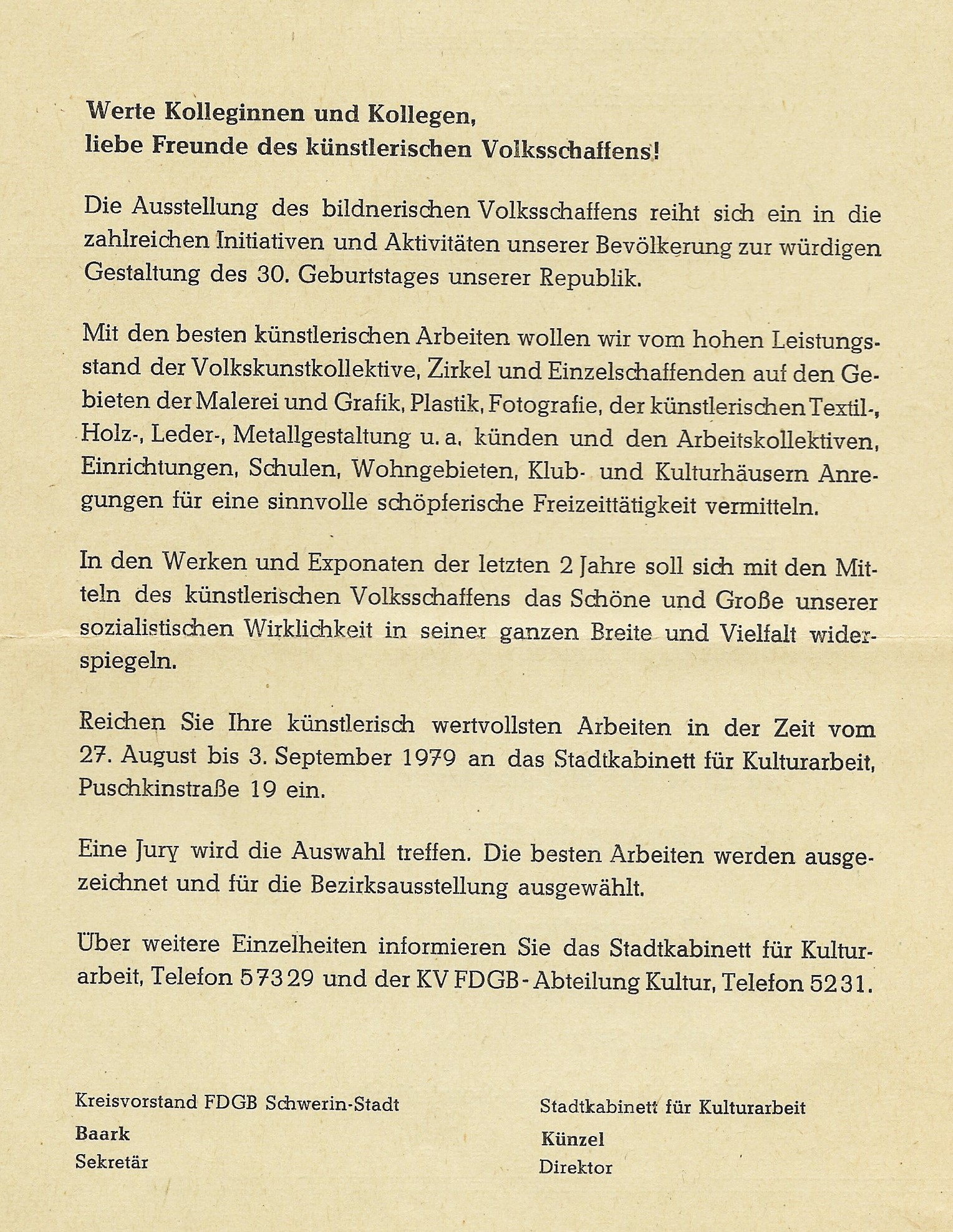
Aufruf  zur Ausstellung  30 Jahre DDR, 1979 Rückseite
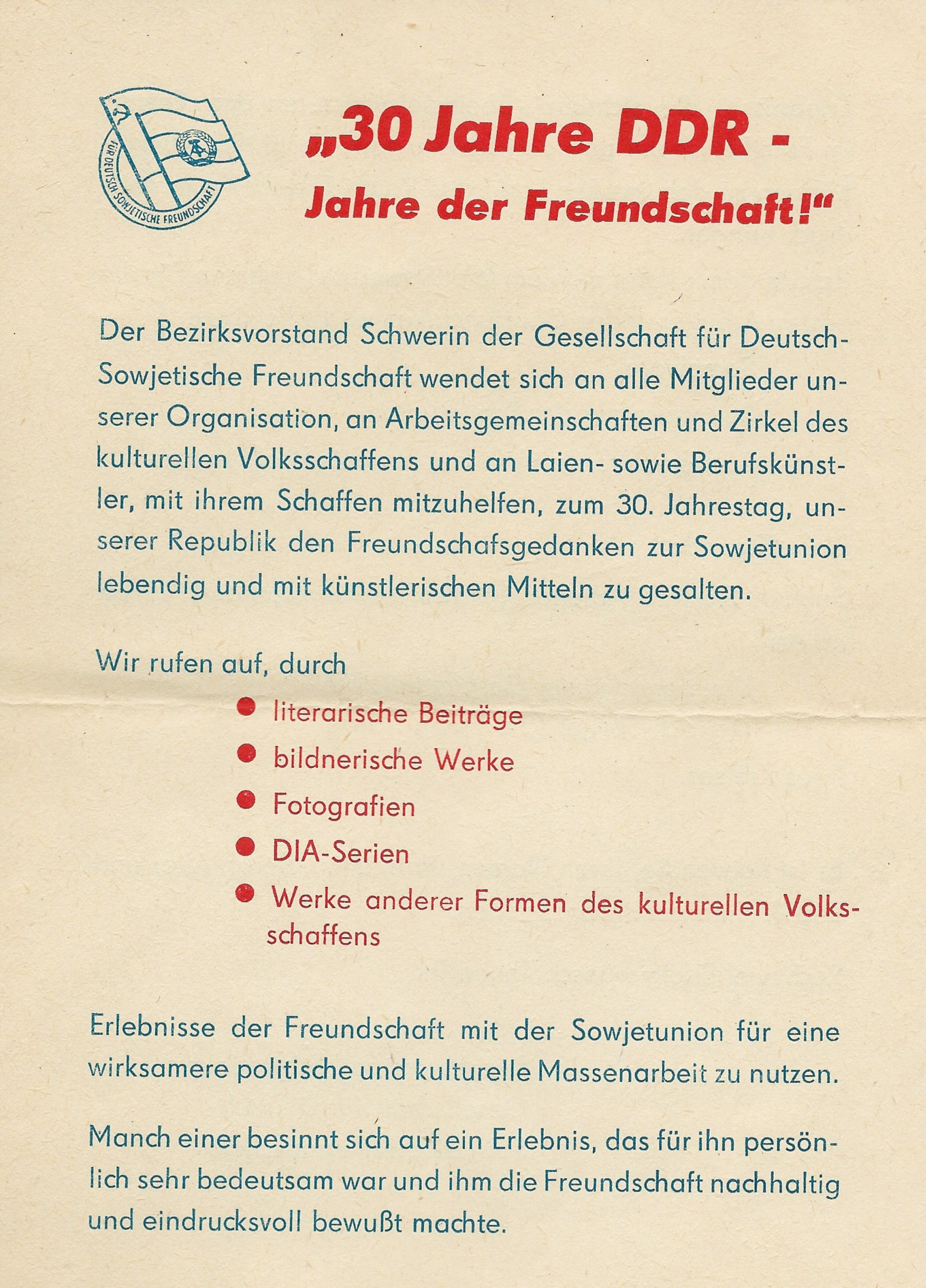
Aufruf der DSF zur Ausstellung  "30 Jahre DDR-Jahre der Freundschaft !" Vorderseite
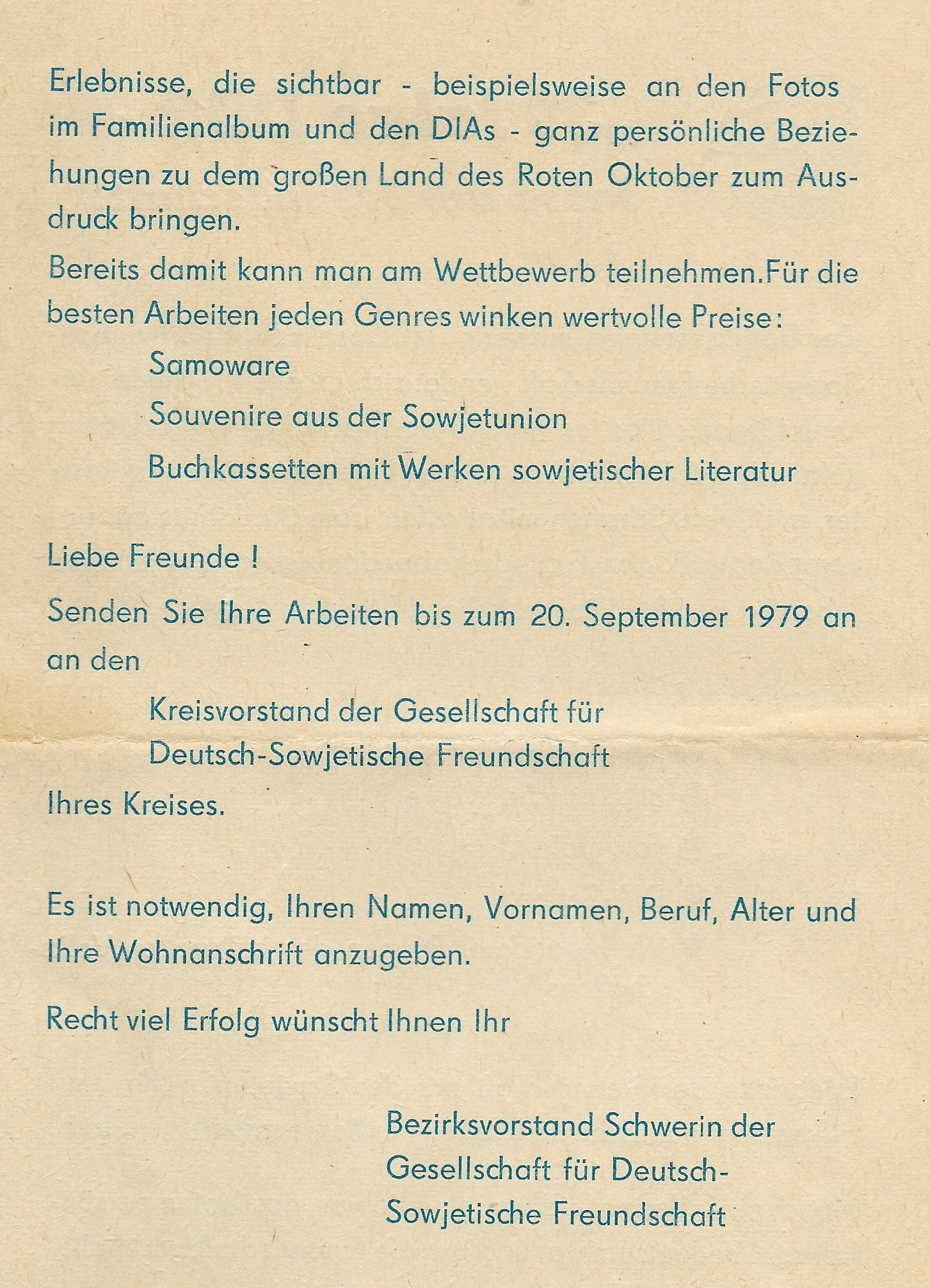
Aufruf der DSF zur Ausstellung  "30 Jahre DDR-Jahre der Freundschaft !" Rückseite

Dazu wurde, um die politischen Direktiven vorzugeben, vom Stadtkabinett für Kulturarbeit ein Schreiben an die Laienkünstler im Frühjahr 1979 verschickt.
Zitat: "Die Arbeiten sollen Zeugnis ablegen:
- vom Sieg der sozialistischen Revolution auf den Lande,
- vom Wachstum der Industrie und der AKL (Arbeiterklasse) im  damaligen Agrarbezirk,
- vom Aufschwung der Wissenschaft, Bildung und Kultur unter sozialistischen Bedingungen,
- vom geschichtlich Neuem und
- vom Wesen der revolutionären Umgestaltung in unserer Gesellschaft und der Klassenauseinandersetzung in der Welt,
- vom Großen und Schönen unserer sozialistischen Wirklichkeit, über die Veränderungen im Betrieb, im Dorf, in der Stadt, in der Familie und im Kollektiv,
- vom proletarischen Internationalismus und der Solidarität,
- Gedanken zum UNO-Jahr des Kindes und nicht zuletzt
- Konflikte und Kämpfe aus überlebte Anschauungen in Form der politischen Grafik oder der Karikatur durch satirische und ironische Gestaltung künstlerisch widerspiegeln."

"Während der Ausstellung wird eine Jury die Auswahl der Exponate, die der angestrebten Grundaussage in hoher Qualität entsprechen, für die Bezirksausstellung im Staatlichen Museum im Monat Dezember (1979) auswählen."

## Auszeichnungen
Für besondere Leistungen wurden Volkskunstkollektiven zu besonderen Anlässen mit Auszeichnungen geehrt.
- Medaille ausgezeichnetes Volkskunstkollektiv der Deutschen Demokratischen Republik

Das untergeordneten Stadtkabinett für Kulturarbeit zeichnete Zirkel mit folgenden Titel aus.
- Hervorragendes Volkskunstkollektiv der DDR
  - Definition[2]
  - Medaille[3]

## Sparten in den Akademien
- Malerei und Grafik[4]
- Fotografie
- Plastik
- Keramik
- Textilgestaltung
- Schreibende Werktätige (Schreibender Arbeiter)
- Volkstanz
- Liedermacher
- Musikfolklore-Bewegung, (Folkszene)
- Tanzmusik
- Schallplattenunterhalter (Discothekveranstalter)

## Zeitschriften und Publikationen
Es gab Monatsschriften „Volkskunst“ in den Sparten:
- Wort und Spiel: Dramatische Zirkel, Kabarett, Puppenspiel und künstlerisches Wort
- Volksmusik: Chöre, Musikgruppen und gemischte Ensembles
- Der Volkstanz: Choreographie, Tanzforschung, Körper- und Bewegungsschule
- Bildnerisches Volksschaffen: Schnitzerei, Plastik, Malen und Zeichnen und alle Gebiete der textilen Volkskunst: Beispielheft, Heft 2 1967, Zeitschrift für Zirkel und Arbeitsgemeinschaften der Bildenden und Angewandten Kunst mit Beilage, Herausgeber Zentralhaus für Kulturarbeit der DDR
- Bilden und Gestalten, Wegweiser für das bildnerische Schaffen in der Volkskunst, Hrsg. Zentralhaus für Volkskunst Leipzig, 1956, Beispielheft: 1. Jahrgang Heft 1

## Akademien in den Bezirken
Die Bezirkskulturakademien (BKA) hatten verschiedene Spezialschulen und Spezialklassen in den Laienkultursparten. Die Klassenstärken waren ca. 10 bis 12 Personen. Die Ausbildung in den Spezialklassen wurden auch bezirksübergreifend organisiert.
BKA Berlin: Dozenten Jürgen Nagel (* 1942) , Oscer Pioppi bzw. HOW Toppel, Joachim Bayer
- Spezialschule Fotografie: u. a. Micha Winkler
- Spezialklasse für Malerei und Grafik: u. a. Siegfried Maske, Eberhard Hartwig (Radierung)
- Spezialklasse für Schallplattenunterhalter: u. a. Jens Herrmann

BKA Dresden: 1969 von Wolfgang Zimmer gegründet, Hagen Bächler Redakteur der Dresdner Hefte, Herausgeber Bezirkskulturakademie Dresden
- Spezialklasse für Schallplattenunterhalter: Andreas Hofmann alias DJ Happy Vibes 1986

BKA Frankfurt/Oder
BKA  Gera: Dozent Malerei Barbara Toch
BKA Halle/Saale: Leiter 1969 bis 1972 Herbert Keller
BKA Karl-Marx-Stadt: u. a. Uwe Adamczyk
- Ralf-Rainer Wasse, Dozent für die Spezialschule Fotografie von 1976 bis 1981

BKA Leipzig:
- Ein Schwerpunkt in Leipzig lag in der Ausbildung Schreibender Arbeiter, einige talentierte Zirkelleiter absolvierten am Literaturinstitut Johannes R. Becher ein Fernstudium.
- Laienkabarettisten aus der ganzen Republik wurden ausgebildet.

BKA Magdeburg: 
- Schallplattenunterhalter (Musikredaktion und Dramaturgie, Rhetorik usw.): Dozent DJ Wolf
- Spezialklasse Malerei und Grafik: Michael Schwill, Hans Both

BKA Neubrandenburg: Sitz Puchow
BKA Potsdam: Dozent Malerei Gottfried Höfer
- Spezialklasse Malerei: Heide-Marlis Lautenschläger, Wilfried Schwarz, Cornelia Felsch
- Spezialschule für Künstlerische Textilgestaltung: Leiterin Ingeborg Bohne-Fiegert

BKA Rostock: Dozent Malerei Johannes Müller
- Spezialklasse für Malerei und Grafik: u. a. Hugo Knobloch
- Spezialklasse für Keramik

Neben der BKA gab es für die drei Nordbezirke noch das Mecklenburgische Folklorezentrum (MFZ).
BKA Rudolstadt: Dozent Herbert Enke
- Spezialklasse Textilgestaltung/Gobelingestalter: Dora Claußner

BKA Schwerin: Dozenten waren Fritz Eisel, Paul Eisel, Carl Hinrichs, Karlheinz Effenberger, Inge Wolfram, Christine Stäps, Helga Kaffke, Horst Holinski, Horst Fritsch, Gerhard Floß, Stefan Thomas, Winfried Wolk, Christian Reder, Jürgen Nagel
- Spezialklasse für Malerei und Grafik: 1967 u. a. Joachim Matz
- Spezialklasse für Malerei und Grafik I: u. a. Marianne Flindt, Heidi Lankow, Burkhard Richter, Horst Schmedemann, Jürgen Gerner bis 1979
- Spezialklasse für Malerei und Grafik II: u. a. Lilian Bremer, Peter Klitta, Mario Fröhlich, Jürgen Gerner, Dieter Müller, Peter Opfer, Monika Scheffler, Christa Schenk, Erika Uerckwitz, Jens Peter Boddin, Udo Jensen
- Spezialklasse für Plastik: u. a. Klaus Illner (1947–2024)
- Spezialschule für Fotografie

Nach 1990 nannte sich die BKA nach einer Neugründung Kunstakademie Schwerin. Einige Jahre wurden noch Kunstkurse angeboten.
Absolventen: Anett Neumann, Heinrich Handorf
BKA Suhl: Dozentin für Textilgestaltung war Annemarie Rehfeldt
- Spezialschule für künstlerische Textilgestaltung: Thea Keßler, Ruth Peter

## Lehrpläne und Beispiele
- Malerei und Grafik
- Plastik

## Schulungsobjekte der Bezirkskulturakademien
- Bezirk SchwerinGutsschloss Severin 2008, ehemalige Ausbildungsstätte der BKA Schwerin

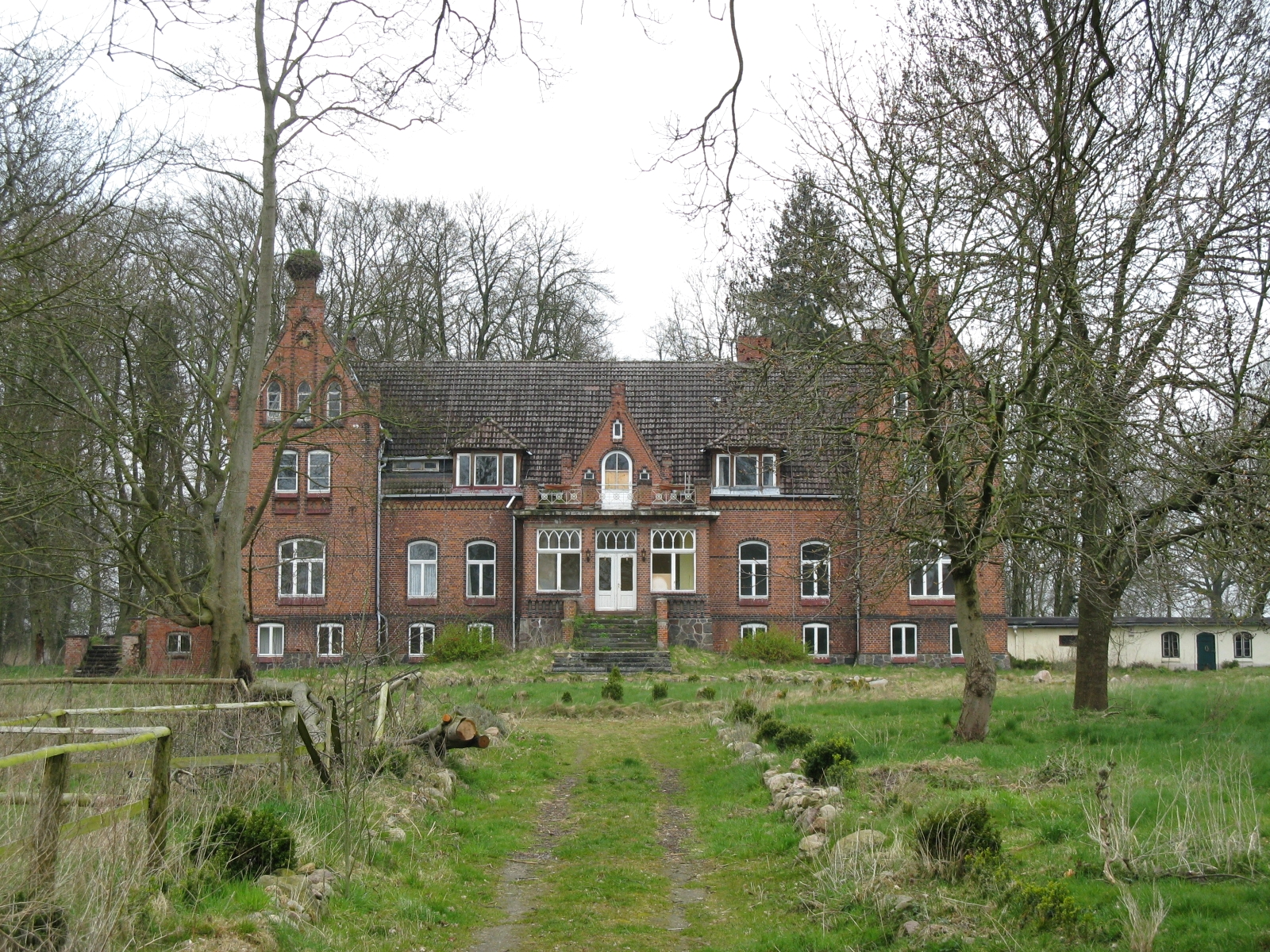
Gutsschloss Severin 2008, ehemalige Ausbildungsstätte der BKA Schwerin

Es ist ein im Stil der Neorenaissance in den 1880er Jahren errichtetes Backstein Gutsherrenhaus, es gehörte Günther Quandt, dem ersten Ehemann von Magda Goebbels. Die 1929 geschiedene Magda Quandt und Joseph Goebbels heirateten am 19. Dezember 1931 auf Gut Severin, Adolf Hitler war ihr Trauzeuge. Das Gutsschloss Severin wurde 1945 enteignet. Nach 1950 diente es als Wohnhaus und als Bildungseinrichtung des Kulturbundes der DDR. Die kulturelle Nutzung durch die Schweriner Kulturakademie dauerte bis 1996. Im Gutsschloss wurden Ateliers eingebaut, die großen Empfangsräume waren Studios für Tanz, Übungsräume und Zeichensäle. Die mittlere Etage diente als Schlafunterkunft. Im Keller gab es Küchenräume und Werkstätten. Die Vollverpflegung der Akademieschüler wurde durch mitbenutzen der im Haus befindlichen LPG-Betriebsküche realisiert. Das Gutsschloss mitten in einer durch Wiesen und Teiche geprägten Landschaft war eine ideale Stätte für verschiedene künstlerische Ausbildungen und Studien.
- Bezirk Leipzig

Zentrum der Leipziger Arbeiter- und Laientheater, Haus der Volkskunst (HdV) am Lindenauer Markt war eine überregionale Ausbildungsstätte für Laienkabaretts der DDR.